# Robert Cecil, 1. vicomte Cecil af Chelwood
Edgar Algernon Robert Gascoyne-Cecil, 1. vicomte Cecil af Chelwood (født 14. september 1864, død 24. november 1958), også kendt som Lord Robert Cecil fra 1868 til 1923, var en engelsk advokat, politiker og diplomat. Han var en af hovedmændene bag oprettelsen af Folkeforbundet samt ivrig fortaler for denne sammenslutning. Hans indsats i forbindelse med Folkeforbundet indbragte ham Nobels fredspris i 1937.
Robert Cecil var søn af Robert Gascoyne-Cecil, 3. markis af Salisbury, der i tre perioder var britisk premierminister. Efter at være blevet hjemmeundervist til han var 13, gik han fire år på Eton College, hvorpå han læste jura på University of Oxford. Her blev han kendt som debattør. Efter afsluttede studier blev han i 1886 privatsekretær for sin far, mens denne var premierminister, men allerede året efter blev han advokat under Inner Temple i London. I 1889 giftede han sig med Eleanor Lambton; parret fik ingen børn.
Ved valget i 1906 blev Cecil valgt ind som konservativt parlamentsmedlem. I sin tidlige politiske karriere gjorde han sig især bemærket som tilhænger af frihandel. Da første verdenskrig brød ud var Cecil 50 år og for gammel til aktiv tjeneste. I stedet arbejdede han for Røde Kors, og i 1915 blev han viceudenrigsminister samt året efter medlem af statsrådet som blokademinister.
I løbet af krigen blev Cecil mere og mere optaget af at oprette et folkeforbund for at bevare freden efter krigens afslutning, og i 1917 fik han opbakning fra udenrigsminister Arthur Balfour til at arbejde med denne plan. Han fik også den amerikanske præsident Woodrow Wilson med på tankerne, og efter krigens afslutning blev Folkeforbundet etableret i 1919. Cecil blev adlet i 1923 som vicomte Cecil af Chelwood og kom nu i Overhuset. I 1923-24 var han storseglbevarer og 1924-27 kansler for hertugdømmet Lancaster.
I 1923 blev Cecil præsident for Folkeforbundet, en post han sad på frem til forbundets opløsning i 1946. I 1923 grundlagde Cecil den britiske bevægelse League of Nations Union, som han ligeledes var præsident for frem til 1945. Sammen med franskmanden Pierre Cot grundlagde han i 1936 "Rassemblement universel pour la paix" ("Internationale fredskampagne"), som han ligeledes var præsident for. Han modtog Nobels fredspris i 1937. I 1938 viste han sig som modstander Münchenaftalen, som godkendte den tyske besættelse af Sudeterlandet.
Efter krigen deltog han i de sidste møder i Folkeforbundet i Geneve, og han afsluttede sin tale med ordene: "Forbundet er dødt; længe leve de Forenede Nationer!".
Efter nedlæggelsen af Folkeforbundet trak Cecil i nogen grad tilbage. Han fortsatte med ind imellem at møde op i Overhuset, og han fortsatte også med at støtte internationale fredsinitiativer gennem sit ærespræsidentskab for United Nations Association. Han holdt sin sidste tale i Overhuset i april 1953, hvor han endnu engang udtrykte sin støtte til verdensfred.